# Nicodem della Scala
Nicòdem della Scala fou fill de Guillem della Scala. El 1421 fou nomenat bisbe de Freising. Va morir a Viena el 13 d'agost de 1443.